# Chhibramau
Chhibramau é uma cidade e um município no distrito de Kannauj, no estado indiano de Uttar Pradesh.

## Geografia
Chhibramau está localizada a 27° 09′ N, 79° 31′ L. Tem uma altitude média de 152 metros (498 pés).

## Demografia
Segundo o censo de 2001, Chhibramau tinha uma população de 50,279 habitantes. Os indivíduos do sexo masculino constituem 53% da população e os do sexo feminino 47%. Chhibramau tem uma taxa de literacia de 63%, superior à média nacional de 59.5%; a literacia no sexo masculino é de 68% e no sexo feminino é de 58%. 16% da população está abaixo dos 6 anos de idade.